# Walter Schindel
Walter Schindel (* 29. August 1930 in Luck; † 21. Oktober 1991) war ein deutscher Politiker der SPD und war von 1990 bis zu seinem Tode 1991 Mitglied im Landtag von Sachsen-Anhalt.

## Leben und Beruf
Schindel begann nach dem Besuch der Oberschule ein Studium der Metallkunde an der  Bergakademie Freiberg und  promovierte hier zum Doktor. Anschließend war er im Forschungsbereich auf dem Gebiet der Eisenwerkstoffe tätig. 

## Partei
Im Oktober 1989 trat er in die Sozialdemokratische Partei in der DDR (SDP) ein.

## Abgeordneter
Schindel war Landtagsabgeordneter der 1. Wahlperiode. Er zog über die SPD-Landesliste in das Parlament. Nach seinem Tod 1991 rückte Hermann Quien für ihn nach. 